# Papa-mel-de-orelha-branca

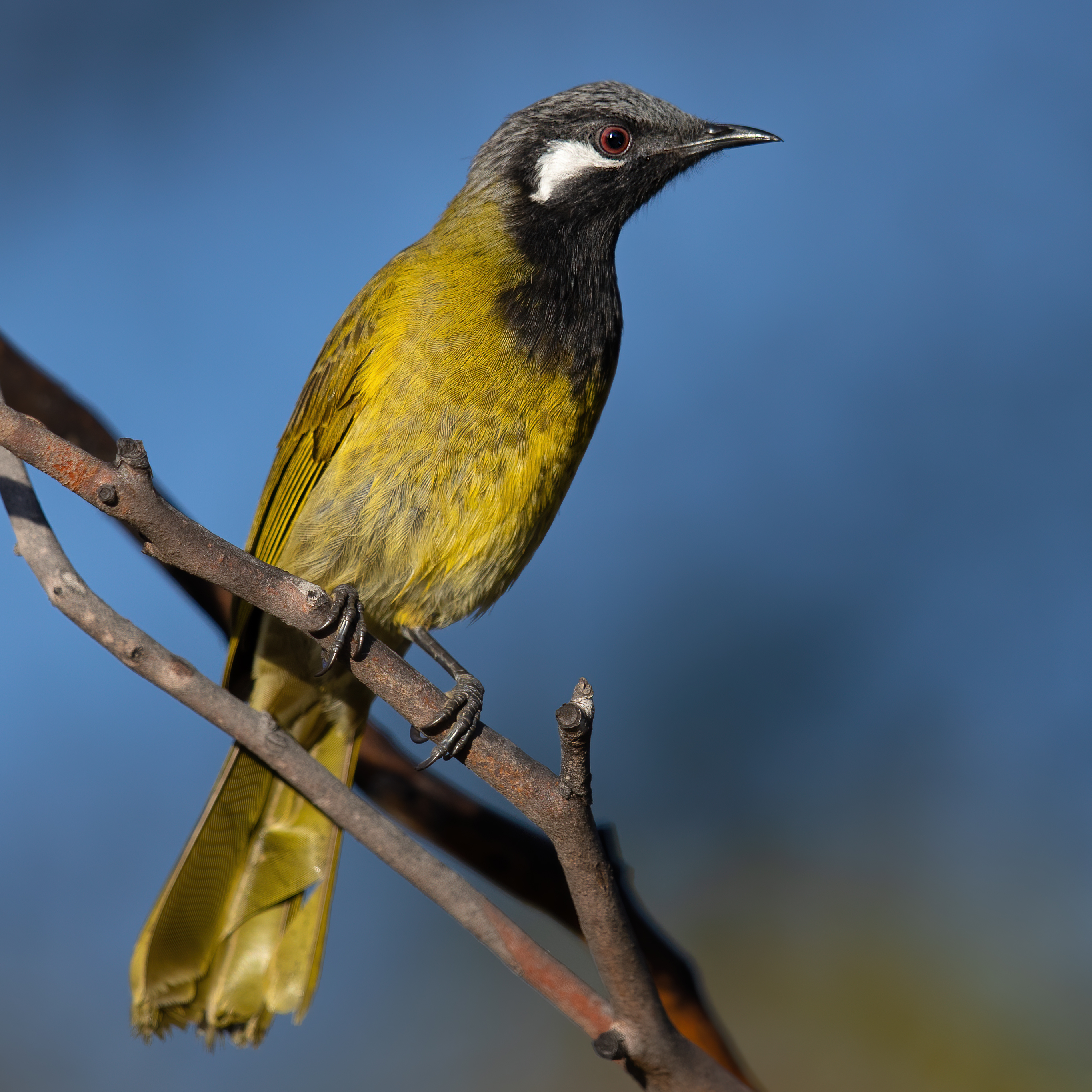
Papa-mel-de-orelha-branca.

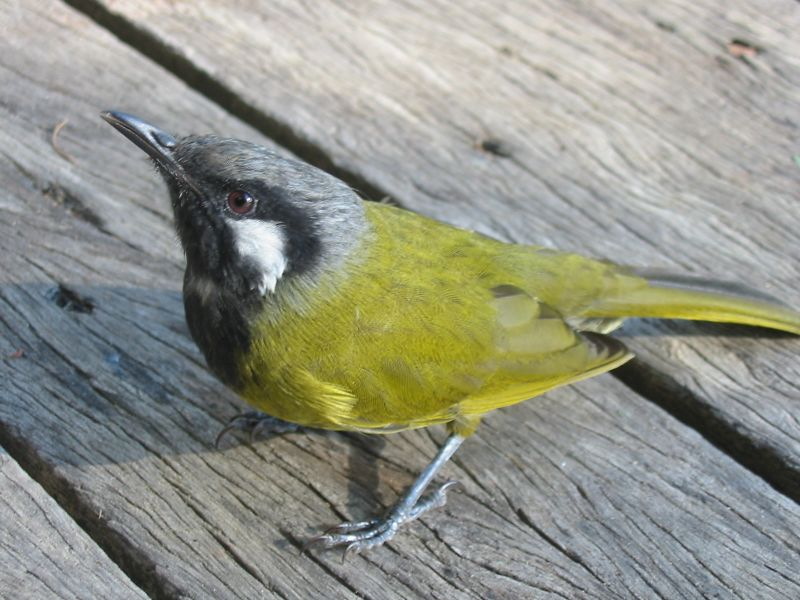
Papa-mel-de-orelha-branca.

O papa-mel-de-orelha-branca (Nesoptilotis leucotis) é um melifagídeo de tamanho médio encontrado na Austrália. Pertence à família Meliphagidae, que possui 190 espécies reconhecidas, cerca de metade delas presentes na Austrália. Isso os torna membros da família de aves mais diversa da Austrália. São facilmente reconhecíveis pelo corpo verde-oliva, cabeça preta e uma mancha branca nas orelhas.

## Taxonomia
O papa-mel-de-orelha-branca foi descrito pela primeira vez pelo ornitólogo inglês John Latham em 1801, sob o nome Turdus leucotis. Ao longo do tempo, foi reclassificado várias vezes, tendo sido anteriormente nomeado Lichenostomus leucotis e Ptilotis leucotis torringtoni.
Anteriormente incluído no gênero Lichenostomus, foi transferido para Nesoptilotis [en] após uma análise filogenética molecular, publicada em 2011, revelar que o gênero original era polifilético. É um táxon-irmão do Lichenostomus flavicollis, encontrado na Tasmânia, e ambos pertencem a um clado que inclui os gêneros Entomyzon, Melithreptus e Foulehaio.
Duas subespécies são reconhecidas: a subespécie nominal Nesoptilotis leucotis leucotis, distribuída do centro-leste de Queensland por Nova Gales do Sul e Victoria até o sudeste da Austrália Meridional; e a subespécie N. l. novaenorciae, encontrada no sudoeste da Austrália Ocidental e na Península de Eyre, na Austrália Meridional.

## Descrição
O papa-mel-de-orelha-branca possui corpo superior e inferior verde-oliva; asas e cauda misturam tons de marrom, amarelo e oliva; o píleo é cinza-escuro com listras pretas; bochechas e garganta são pretas; e as coberteiras das orelhas são brancas. A íris é vermelha ou marrom (nos filhotes); o bico é preto; e as pernas são cinza-escuras. É um melifagídeo de tamanho médio, com 19 a 22 cm de comprimento. Não apresenta dimorfismo sexual, com machos e fêmeas de aparência idêntica. Pesa aproximadamente 20 g e tem um bico de cerca de 17 mm de comprimento.

### Vocalização
Sua voz é grave e melodiosa, com um tom ligeiramente metálico, como chwok, chwok, chwok-whit e kwitchu, kwitchu; também emite um som agudo e arranhado, metálico, como chwik!.

## Distribuição e habitat
O papa-mel-de-orelha-branca prefere habitats como florestas, bosques, charnecas, mallee e matagais secos do interior. Um dossel de eucalipto, casca rugosa e uma camada arbustiva são essenciais para a espécie. O dossel fornece néctar na primavera, a casca abriga insetos o ano todo, e o sub-bosque serve para nidificação e abrigo. Ele prefere vegetação madura com sub-bosque denso. É pouco seletivo quanto à composição florística ou estrutural do habitat, habitando diversos tipos de florestas e bosques, tanto em bordas quanto no interior. Pode ser encontrado em pequenos fragmentos de bosque (< 2 ha). Evita habitats severamente degradados, recentemente queimados, ou sem sub-bosque.

### Raças
Quatro raças de N. leucotis são reconhecidas. A raça leucotis ocorre no leste da Austrália, de Victoria ao centro de Queensland. Sugestões de que essa subespécie poderia ser dividida em duas raças, separadas pela Cordilheira Australiana, foram confirmadas com a descrição da raça schoddei, encontrada em bosques de mallee na Península de Eyre, estendendo-se a oeste até perto da cabeça da Grande Baía Australiana, noroeste pelas Cordilheiras Gawler e região de Yellabinna, pelo menos até Maralinga. Populações do lado costeiro leste da cordilheira têm partes superiores verde-intensas e ventre amarelo-esverdeado claro, enquanto as do lado oeste, interior, são oliva mais opaco e ligeiramente menores. A Planície de Nullarbor separa essa raça da novaenorciae, encontrada na Austrália Ocidental. A raça ocidental novaenorciae é distinguida pelo tamanho, sendo cerca de 20% menor que a leucotis. Ambas as populações são muito semelhantes visualmente, mas apresentam diferenças genéticas significativas (2,23%) entre as populações orientais e ocidentais, sem alterações fenotípicas marcantes. A quarta raça reconhecida é thomasi, encontrada na Ilha dos Cangurus, na Austrália Meridional.
Populações em regiões áridas, no distrito de Mallee e todas da raça novaenorciae não dependem de uma camada arbustiva ou sub-bosque.

## Comportamento
Eles são geralmente solitários, mas também podem ser vistos em pequenos grupos familiares. Podem ser sedentários, nômades ou migratórios localmente.

### Reprodução

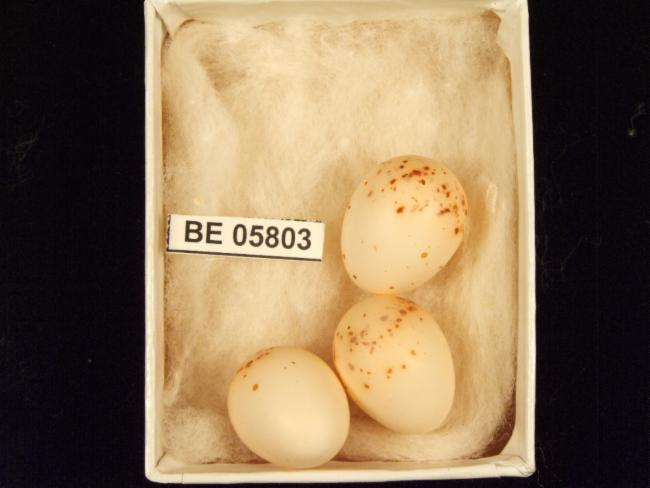
Ovos do papa-mel-de-orelha-branca.

A reprodução e nidificação ocorrem de julho a março. O ninho é construído entre galhos e folhas emaranhadas, baixo em arbustos pequenos, samambaias ou gramíneas altas, de 0,5 a 5 m de altura. O ninho em forma de taça é feito de gramíneas secas, caules finos e tiras de casca, unidos por teias de aranha e forrados com vegetação macia, penas, cabelo ou pelo. Eles coletam pelos de gado, humanos e animais nativos, como cangurus e wallabies. Formam territórios que podem se expandir no inverno, quando alguns recursos estão menos abundantes. A ninhada é tipicamente de 2 ou 3 ovos, ovais, brancos com manchas marrons na extremidade maior, medindo 21 x 15 mm. Os pais são criadores cooperativos obrigatórios dos filhotes.
A expectativa de vida é desconhecida, mas muitas espécies de melifagídeos australianos (Meliphagidae) vivem em média de 10 a 15 anos. É provável que o papa-mel-de-orelha-branca esteja nessa faixa.

### Alimentação
Alimentam-se de néctar e insetos. Embora frequentemente considerados nectarívoros, consomem insetos em igual medida. Buscam néctar na primavera e verão (agosto a dezembro), mas passam a buscar insetos no restante do ano. Ativamente procuram insetos em troncos e galhos. Preferem árvores com casca macia, descamante ou esfoliante, onde insetos podem estar presentes. Coletam principalmente cupins e aranhas, mas também consomem melada produzida por insetos. Durante a busca, capturam em média um inseto a cada 5 segundos, indicando que os insetos consumidos têm baixo valor nutricional. Nectarívoros obrigatórios competem fortemente por recursos de néctar, e insetívoros obrigatórios, por insetos, levando o papa-mel-de-orelha-branca a usar fontes alternativas, como insetos menores ou mais escondidos. O papa-mel-de-cara-amarela [en] (Caligavis chrysops) tem estratégia alimentar semelhante e exibe comportamento agressivo contra o papa-mel-de-orelha-branca.

## Estado de conservação
Apesar de uma população em declínio, o papa-mel-de-orelha-branca tem distribuição ampla e é considerado espécie pouco preocupante na Lista Vermelha da IUCN. Ameaças incluem destruição do habitat, incêndios e perda de sub-bosque.